# خط زمني لتاريخ المنهج العلمي
تتضمن  هذه المقالة نظرة عامة على الابتكارات الثقافية التي ساهمت في تطوير المنهج العلمي. للاطلاع على وصف  لتاريخ المنهج العلمي.

## قبل الميلاد
- حوالي عام 2000 قبل الميلاد — أول فهارس نصية (ثقافات متعددة).
- حوالي عام 1600 قبل الميلاد — كتاب تعليمي عن الطب المصري، بردية إدوين سميث، (حوالي 1600 قبل الميلاد)، يعرض تطبيق العناصر التالية: الفحص، والتشخيص، والعلاج، والتكهن، في علاج الأمراض،[1] الأمر الذي ينطوي على عدد من نقاط التشابه مع المنهجية التجريبية الأساسية.[2]
- حوالي عام 400 قبل الميلاد — في الصين، تأييد موزي ومدرسة الأسماء الفلسفية لاستخدام الحواس في ملاحظة العالم، وتطوير «المنهج الثلاثي» لاختبار مدى صحة التصريحات أو زيفها.
- حوالي عام 400 قبل الميلاد — تأييد ديموقريطوس للاستقراء من خلال عملية فحص أسباب المدارك الحسية، والتوصل إلى نتائج بشأن العالم الخارجي.
- حوالي عام 300 قبل الميلاد — أفلاطون يقدم لأول مرة تعريفات مفصلة للفكرة والمادة والشكل والمظهر كمفاهيم مجردة.
- حوالي عام 320 قبل الميلاد — أول وثائق شاملة تقوم بتصنيف المعرفة وتجزئتها، مقسمةً إياها إلى مجالات مختلفة بواسطة أرسطو، (الفيزياء، والشعر، وعلم الحيوان، والمنطق، والبلاغة، والسياسة، والأحياء). ويعرض عمل أرسطو، الذي يحمل عنوان Posterior Analytics (تحليلات لاحقة) دفاعًا عن مثُل العلم باعتباره تعبيرًا ضروريًا مستمدًا من البديهيات المعروفة يقينًا.
- حوالي عام 300 قبل الميلاد — عناصر إقليدس تشرح الهندسة كنظام من المبرهنات تنتج منطقيًا عن بديهيات معروفة يقينًا.
- حوالي عام 200 قبل الميلاد أول مكتبة مفهرسة (في الأسكندرية)

## من القرن الأول إلى القرن الثاني عشر
- 1021 — الحسن ابن الهيثم يقدم المنهج التجريبي، ويجمع بين الملاحظات والتجارب والجدالات المنطقية في عمله كتاب المناظر.
- حوالي عام 1025 — أبو الريحان البيروني يطور المناهج التجريبية من أجل علم المعادن والميكانيكا، ويجري تجارب مستفيضة حول الظواهر الفلكية.
- 1027 — في كتاب الشفاء، ينتقد ابن سينا منهج أرسطو فيما يخص الاستقراء، مشيرًا إلى «أنه لا يؤدي إلى المقدمة المنطقية المحددة والعامة والمطلقة التي يزعم الوصول إليها»، وبدلاً من ذلك المنهج، طور الاختبار والتجريب كوسيلة للاستعلام العلمي.[بحاجة لمصدر]

## من القرن الثالث عشر إلى القرن السابع عشر
- 1220–1235 — روبرت جروستيست، فيلسوف مدرسي، وعالم لاهوت، وأسقف لينكون، ينشر تعليقاته على أعمال أرسطو، الأمر الذي شكّل إطارًا لمناهج العلم المناسبة.
- 1265 — روجر باكون - وهو ناسك إنجليزي، تأثر بكتابات جروستيست - يصف منهجًا علميًا، وضعه في إطار دورة متكررة من الرصد، والفرضية، والتجريب، والحاجة إلى تحقق مستقل. وقد سجل الأسلوب الذي اتبعه في إجراء تجاربه بالتفصيل الدقيق ليتمكن الآخرون من الوصول إلى نفس النتائج واختبارها بشكل مستقل.
- 1327 — وضع مبدأ موس أوكام بوضوح (بواسطة ويليام أوكام)
- 1403 — موسوعة يونجل، أول موسوعة تعاونية
- 1581 — فرانسيسكو سانشيز يستخدم مجادلات تشككية كلاسيكية ليوضح أن العلم - من منظور أرسطو المتمثل في التوصل إلى أسباب أو غايات لسلوك الطبيعة - لا يمكن التوصل إليه.
- 1595 — اختراع المجهر في هولندا
- 1600 — أول مختبر مخصص
- 1608 — ابتكار التليسكوب في هولندا
- 1620 — نشر كتاب Novum Organum (الوسيلة الجديدة)، (فرانسيس بيكون)
- 1637 — أول منهج علمي (رينيه ديكارت)
- 1638 — نشر كتاب جاليليو Two New Sciences (علمان جديدان)]، الذي تضمن تجربتين فكريتين، هما تجربة برج بيزا المائل لجاليليو وسفينة جاليليو، وهما التجربتان اللتان هدفتا لدحض التجارب الفيزيائية السائدة آنذاك عن طريق توضيح أن لهما نتائج مناقضة.
- 1650 — جمعية الخبراء (الجمعية الملكية)
- 1650 — إقرار الدليل التجريبي كفيصل في الحكم على الحقيقة (الجمعية الملكية)
- 1665 — إقرار التكرارية (روبرت بويل)
- 1665 — تأسيس الدوريات العلمية
- 1675 — بدء مراجعة الأقران
- 1687 — الفرضية/التنبؤ (إسحاق نيوتن)

## القرنان الثامن عشر والتاسع عشر
- 1739 — ديفيد هيوم في رسالة في الطبيعة البشرية يزعم أن معضلة الاستقراء غير قابلة للحل.
- 1753 — أول وصف للتجربة الضابطة باستخدام مجموعات متطابقة مع وجود متغير واحد فقط: بحث جيمس ليند حول داء الأسقربوط عند البحارة.[3]
- 1812 — وضع هانز كريستيان أورستد للمصطلح الذي يجمع بين اللاتينية والألمانية Gedankenexperiment (يعني حرفيًا: تجربة في الفكر تجربة فكرية)، رغم اتباع الفلاسفة لهذا المنهج منذ القدم.
- 1815 — نشر تصميم مثالي للانحدار متعدد الحدود بواسطة جوزيف دياز جيرجون.
- 1877–1878 — تشارلز ساندرز بيرس ينشر كتاب "Illustrations of the Logic of Science" (شروح في منطق العلم) مروجًا لمبدأه الثلاثي: الاستقراء، والاستنباط والاستدلال.  يوضح بيرس العشوائية كأساس للاستدلال الإحصائي.
- 1885 — تشارلز ساندرز بيرس بالتعاون مع جوزيف جاسترو يصفان لأول مرة التجارب القائمة على التعمية العشوائية التي صارت معترَف بها في علم النفس بعد ذلك.[4]
- 1897 — توماس كراودر تشامبرلين يقترح استخدام فرضيات متعددة للمساعدة في تصميم التجارب.

## القرنان العشرون والحادي والعشرون
- 1926 — تصميم عشوائي يروج له ويحلله رونالد فيشر (بعد بيرس)
- 1934 — الترويج لفكرة قابلية الخطأ كمعيار لتقييم الفرضيات الجديدة بواسطة كارل بوبر'في كتابه The Logic of Scientific Discovery (منطق الاكتشاف العلمي) (بعد بيرس)
- 1937 — تجربة ضابطة باستخدام غفل
- 1946 — أول محاكاة بالحاسوب
- 1950 — تجربة مزدوجة التعمية
- 1962 — دراسة ماورائية للمنهج العلمي (كتاب توماس كون The Structure of Scientific Revolutions (بنية الثورات العلمية))
- 1964 — اقتراح الاستدلال القوي بواسطة جون رادير بلات[5]
- 2009 — آدم - أول نموذج أصلي لـ «إنسان آلي عالم» قادر على إجراء تجارب مستقلة لاختبار الفرضيات وتفسير النتائج دون توجيه بشري.